# دينيس ايستومين
دينيس أوليغوفيتش إستومين (مواليد 7 سبتمبر 1986-)، هو لاعب تنس أوزبكستاني محترف. فاز بلقبين فرديين (في بطولة إيغون المفتوحة نوتنغهام 2015 وبطولة تشنغدو المفتوحة 2017) وحقق تصنيفًا فرديًا عالي المستوى في مسيرته حيث احتل المركز 33 عالميًا في أغسطس 2012. في يناير 2017 هزم حامل اللقب نوفاك ديوكوفيتش في الجولة الثانية من بطولة استراليا المفتوحة.

## سجله في المباريات النهائية

### فردي: 1 (0–1)
| النتيجة | الرقم. | التاريخ       | البطولة                    | نوع الأرضية | الخصم في النهائي | نتيجة المباراة |
| الوصيف  | 1.     | 28 أغسطس 2010 | نيو هيفن، الولايات المتحدة | صلبة        | سيرجي ستاخوفسكي  | 6–3, 3–6, 4–6  |